# Псамата
Псамата (грец. Ψάμαθη) — жіноче ім'я в давньогрецькій міфології.
Належить:
- німфі, дочці Нерея й Доріди, матері Фока
- дочці аргівського владаря Кротопа, матері Ліна.